# Addis Standard
Addis Standard est un mensuel éthiopien abordant des thèmes sociaux, économiques et politiques.

## Informations générales
C'est un magazine d'information publié et distribué par Jakenn Publishing Plc, créé en février 2011,.
Ce magazine est indépendant d'un parti politique quelconque et du gouvernement (la presse éthiopienne est par ailleurs contrôlée en grande partie par le gouvernement. Ce pays est classé 142e sur 180 nations dans l'indice mondial de la liberté de la presse de 2016, élaboré par l'organisation non gouvernementale Reporters sans frontières),. Tsedale Lemme en est la rédactrice en chef.
Le siège de la publication est à Addis-Abeba. Le magazine, en langue anglaise, est distribué au Ghana, Burundi et Soudan du Sud , en plus de son pays d'origine, en Éthiopie. Il est également présent sur le web.

## Histoire
Il a été créé en 2011 et a été contraint d'interrompre sa parution sur papier en octobre 2016,  peu après l’instauration de l’état d’urgence, en Éthiopie. L'effectif de ce périodique a été fortement réduit mais l'édition numérique continue,,,.